# Ōmachi (Saga)
Ōmachi (jap. 大町町 Ōmachi-chō) – miasto w Japonii, na wyspie Kiusiu, w prefekturze Saga. Według danych na rok 2020 miejscowość zamieszkiwało 6 293 mieszkańców , a gęstość zaludnienia wyniosła 547,2 os./km².